# 이정임
이정임(1971년 7월 10일~)은 대한민국의 탁구 선수로, 1992년 하계 올림픽에서 참가했다.